# Furcifer nicosiai
Furcifer nicosiai là một loài thằn lằn trong họ Chamaeleonidae. Loài này được Jesu, Mattioli & Schimmenti miêu tả khoa học đầu tiên năm 1999.